# August Carl Joseph Corda
Pour les articles homonymes, voir Corda.
August Carl Joseph Corda (1809-1849) était un médecin, botaniste et mycologue bohémien.

## Formation
August Corda est né à Reichenberg en royaume de Bohême, le 15 novembre 1809. Son père était vendeur de textile. Ses parents étant morts quelques semaines après sa naissance, il est élevé par sa grand-mère qui travaille pour l'école normale de Liberec. À la mort de sa grand-mère en 1819, il est envoyé en pension, où il ne reçoit aucune éducation. Au bout de deux ans, un de ses oncles l'envoie à Prague au Lyceum. À la suite de difficultés financières, il est transféré à l'école polytechnique en 1824. Il y étudie la médecine, la chimie, la minéralogie et la botanique. En 1827, il obtient un travail dans une usine chimique de Prague, puis rapidement s'inscrit à l'université pour étudier la chirurgie où il devient l'assistant du chirurgien de l'hôpital général de Prague durant l'épidémie de choléra asiatique. Il pratique ensuite à Rokitzan, Reichstadt, Niems, Zwickam, Briens et Kummersdorf. Vers fin 1832, désespéré par sa lutte apparemment sans fin contre le choléra, Corda abandonne la médecine.

## Carrière de botaniste
Pendant 6 semaines, Corda se retire à Berlin en compagnie de Kurt Sprengel, un ami proche et de nombreux et célèbres correspondants comme Alexander von Humboldt, Kunth, Horkel et Martin Lichtenstein. De retour à Liberec, Corda se lance dans l'étude de la botanique à compter de la réception d'une lettre de l'Académie de Berlin lui proposant une étude subventionnée à l'étranger sur la croissance de diverses plantes dont les palmiers. Corda est enthousiaste et il produit De stipitis plantarum, un volume accompagné de près de 100 illustrations et une monographie sur l'anatomie des rhyzospermes. Il le termine en 1834.
Il part au Texas en 1837. Il récolte des spécimens à Charles Hot Springs et rend visite à Christian Gottfried Daniel Nees von Esenbeck. À son retour à Prague, il est nommé conservateur à la division de zoologie du muséum national tchèque et il fonde l'influente Casparum de Ftenberg. L'intérêt de Corda passe rapidement à la mycologie.
Corda est surtout connu pour sa monumentale Icones fungorum hucusque cognitorum en six volumes, publiée à partir de 1837-1842 et son Prachtflora europäischer Schimmelbildungen publié en 1839. Corda reste bien connu des mycologues, il a en effet décrit de nombreux genres de champignons dont les Stachybotrys.
Il meurt en mer lors d'un voyage retour au Texas en 1849, voyage destiné à procéder à une récolte de spécimens.

## Ouvrage bibliographique
- Corda AJ. ca. 1840. Autobiographical sketch, unpublished. Translated by G Hennebert, provided by SJ Hughes.